# Ostraceiro

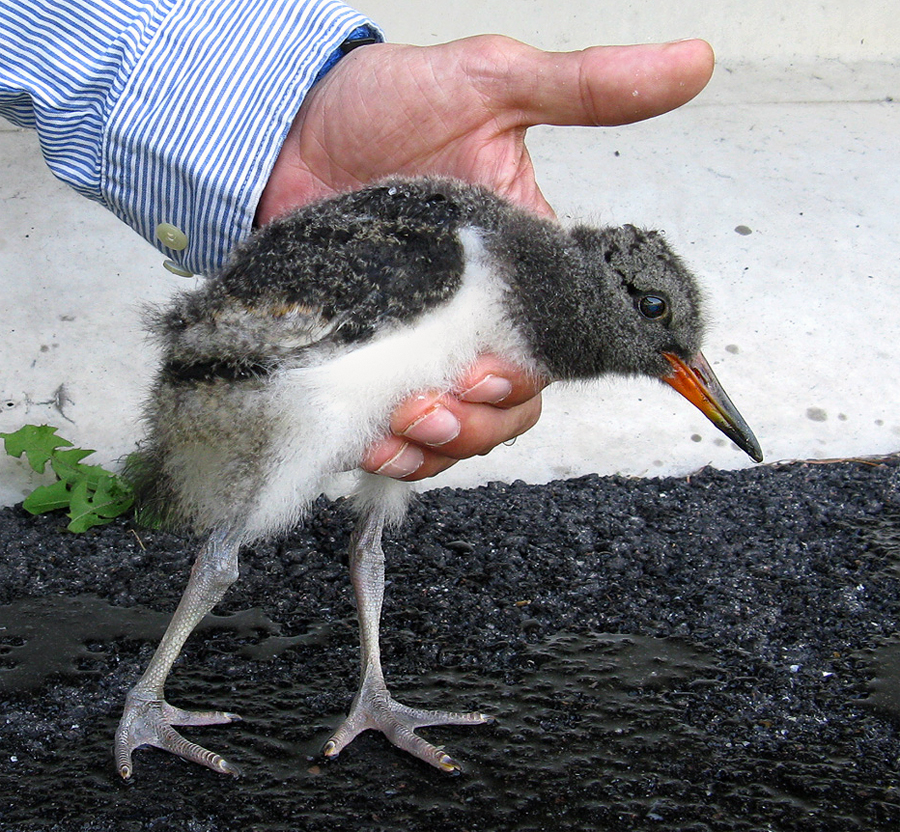
Juvenile.

Ostraceiro é o nome vulgar dado às 12 espécies de aves charadriiformes da família Haematopodidae, classificadas no género Haematopus. O grupo tem distribuição mundial.
Os ostraceiros são aves robustas, com cerca de 40 a 50 cm de comprimento. A sua plumagem é monótona, em tons de preto e branco. O bico, comprido e achatado lateralmente, é uma característica distintiva do grupo, pela sua cor vermelha que se destaca da plumagem. As patas são longas, de cor clara, e os dedos são fortes, unidos na base por uma pequena membrana interdigital. As asas são compridas e pontiagudas, bem como a cauda. O grupo não apresenta dimorfismo sexual.
Os ostraceiros habitam zonas costeiras rochosas e arenosas. Alimentam-se de invertebrados aquáticos e o seu bico é especialmente adaptado para abrir conchas de bivalves, o seu alimento favorito. Estas aves realizam voos curtos e no solo são muito ágeis.

## Espécies
- Ostraceiro-europeu, Haematopus ostralegus
- Ostraceiro-das-canárias, Haematopus meadewaldoi (extinto)
- Ostraceiro-preto-africano, Haematopus moquini
- Ostraceiro-de-finsch, Haematopus finschi
- Ostraceiro-preto-americano, Haematopus bachmani
- Ostraceiro-australiano, Haematopus longirostris
- Ostraceiro-unicolor, Haematopus unicolor
- Ostraceiro-das-chatham, Haematopus chathamensis[2] (tradiconalmente incluído no H. unicolor)
- Ostraceiro-preto-australiano, Haematopus fuliginosus
- Ostraceiro-castanho, Haematopus ater
- Ostraceiro-de-magalhães, Haematopus leucopodus
- Piru-piru, Haematopus palliatus